# Aus dem Posener Lande
Aus dem Posener Lande. Blätter für Heimatkunde war eine Zeitschrift über die Provinz Posen von 1905 bis 1919.

## Geschichte
1905 wurde die Zeitschrift Aus dem Posener Lande gegründet. Erster Chefredakteur war der Oberlehrer Paul Beer aus Lissa, wo auch der Verlag von Oskar Eulitz war.
Sie berichtete über die Kultur und Kulturgeschichte der preußischen Provinz Posen, wie über regionale Besonderheiten, Sagen, Schriftsteller, Theateraufführungen und mehr.
Der Schwerpunkt lag dabei auf der deutschen Kultur, die stärker gegen die einheimische polnische durchgesetzt werden sollte. Die Zeitschrift war die  wichtigste deutsche Kulturzeitschrift in der Region in dieser Zeit, die auch Bekanntmachungen der Deutschen Gesellschaft für Kunst und Wissenschaft in Posen, der Königlichen Akademie, des  Kaiser-Friedrich-Museums und der Kaiser-Wilhelm-Bibliothek in Posen veröffentlichte.
Seit 1910 leitete der Lehrer Georg Minde-Pouet die Herausgabe der Zeitschrift, die in den folgenden Jahren noch stärker deutschnational ausgerichtet war.
1916 wurde der Titel in Aus dem Ostlande. Posener Land und Weichselgau  verändert, nachdem die deutsche Armee  weitere Teile Polens erobert hatte. 1919 wurde das Erscheinen mit dem Heft 6 eingestellt.